# 大隨求菩薩
大隨求菩薩（Mahā-pratisarāḥ） ，又稱大隨求觀音、大隨求佛母，密號與願金剛，屬於觀世音菩薩之化身，此菩薩之德在滿足眾生願望，救濟眾生疾病與怖畏，令眾生隨求隨應，滿足現世願望，作為修道的資糧。其咒語是《大隨求陀羅尼》。
大隨求菩薩通常有八臂，左右各四手，左正手持蓮花，象徵渡眾生到彼岸；右正手持金剛杵，破一切煩惱；左上手持經卷，象徵佛法；左中手持傘蓋，象徵慈悲；左下手持索鉤，象徵以佛法接引眾生；右上手持戟，破除天魔；右中手持斧鉞，破一切執著；右下手持寶劍表智慧，破除一切外道邪術。